# Johannes Scholz
Johannes Scholz (* 15. Mai 1888; † 1956) war ein deutscher Verleger sowie Funktionär der deutschen Minderheit in Polen und Sprecher verschiedener Vertriebenenverbände.

## Leben
Johannes Scholz wurde in der preußischen Provinz Posen geboren. Nach Beendigung seines Studiums mit Promotion meldete er sich als Freiwilliger, wurde Offizier und mit dem Eisernen Kreuz I. sowie II. Klasse ausgezeichnet.
Im Zuge der nach dem Ersten Weltkrieg erfolgten Eingliederung der Provinz Posen in die sogenannte Zweite Polnische Republik engagierte sich Scholz in verschiedenen Organisationen der deutschen Minderheit in Polen. Er war Vorstandsmitglied der Vereinigten Volksräte der Provinzen Posen und Westpreußen sowie von 1920 bis 1923 Geschäftsführer des Deutschtumsbundes zur Wahrung der Minderheitenrechte, danach Führungsmitglied in der Deutschen Vereinigung im Sejm und Senat für Posen, Netzegau und Pommerellen und ab 1934 der Deutschen Vereinigung für Posen und Pommerellen. Parallel übernahm Scholz im Jahr 1925 die Verlagsleitung des Posener Tageblatts und leitete von 1926 bis 1939 den Verband für Handel und Gewerbe in Posen.
Nach dem Überfall auf Polen wurde er am 1. September 1939 von Angehörigen der polnischen Sicherheitsbehörden verhaftet, nach Łowicz verschleppt und schwer misshandelt. Nach seiner Freilassung übernahm er ab November 1939 die Verlagsleitung des Ostdeutschen Beobachters. Zusätzlich leitete er die NS-Gauverlag und Druckerei Wartheland GmbH, zu der ab November 1940 als 100-prozentiges Tochterunternehmen die Litzmannstädter Zeitung – Druckerei und Verlagsanstalt GmbH gehörte. Dazu wurde Scholz im Jahr 1943 Präsident der Gauwirtschaftskammer Wartheland. Außerdem gehörte er dem Vorstand der evangelischen Kirchenprovinz Grenzmark Posen-Westpreußen (ab 1940 Evangelische Kirche im Wartheland) an.
Nach der Flucht und Vertreibung der deutschen Bevölkerung aus Mittel- und Osteuropa war Scholz in Westdeutschland maßgeblich an der Gründung des Hilfskomitees der Glieder der Posener evangelischen Kirche mit Sitz in Lübeck (seit 1975 Gemeinschaft Evangelischer Posener e. V.) beteiligt, dessen Geschäftsführung er übernahm. Ab 1946 war Scholz Herausgeber und Schriftleiter der Monatszeitschrift Posener Stimmen – Heimatbrief der Gemeinschaft Evangelischer Posener.
1949 beteiligte er sich maßgeblich an der Gründung der Landsmannschaft Weichsel-Warthe (LWW) und 1950 an der Verabschiedung der Charta der deutschen Heimatvertriebenen. Spätestens ab 1950 hatte Scholz seinen festen Wohnsitz in Ratzeburg, wo sich auch die Bundesgeschäftsstelle der LWW befand, und ab 1952 in Hamburg im Harvestehuder Weg. Im Jahr 1951 wurde er zum Vorsitzenden des Bundesvorstands der LWW gewählt. In dieser Funktion war Scholz bis 1953 auf zahlreichen Veranstaltungen von Vertriebenenverbänden als Bundessprecher aktiv.